# 만다르어
만다르어(Mandar)는 인도네시아 서술라웨시주의 민족인 만다르족의 언어이다. 오스트로네시아어족의 남술라웨시어군에 속한다.
만다르어는 전통적으로 론타라 문자로 표기되었다.
만다르족은 남술라웨시의 민족들인 부기족, 마카사르족, 토라자족과 가까운 계통이다.